# Prédédouanement
Le prédédouanement (ou précontrôle) consiste à faire contrôler par les services de douane et d'immigration des passagers et marchandises dans le port, la gare ou l'aéroport de départ par des agents officiant pour le pays d'arrivée dans le but de désengorger les installations très fréquentées ou dans le but d'accélérer le transit des personnes. Ainsi, lors de leur arrivée, les passagers et les marchandises n'ont plus à subir de contrôle.

## Précontrôle américain

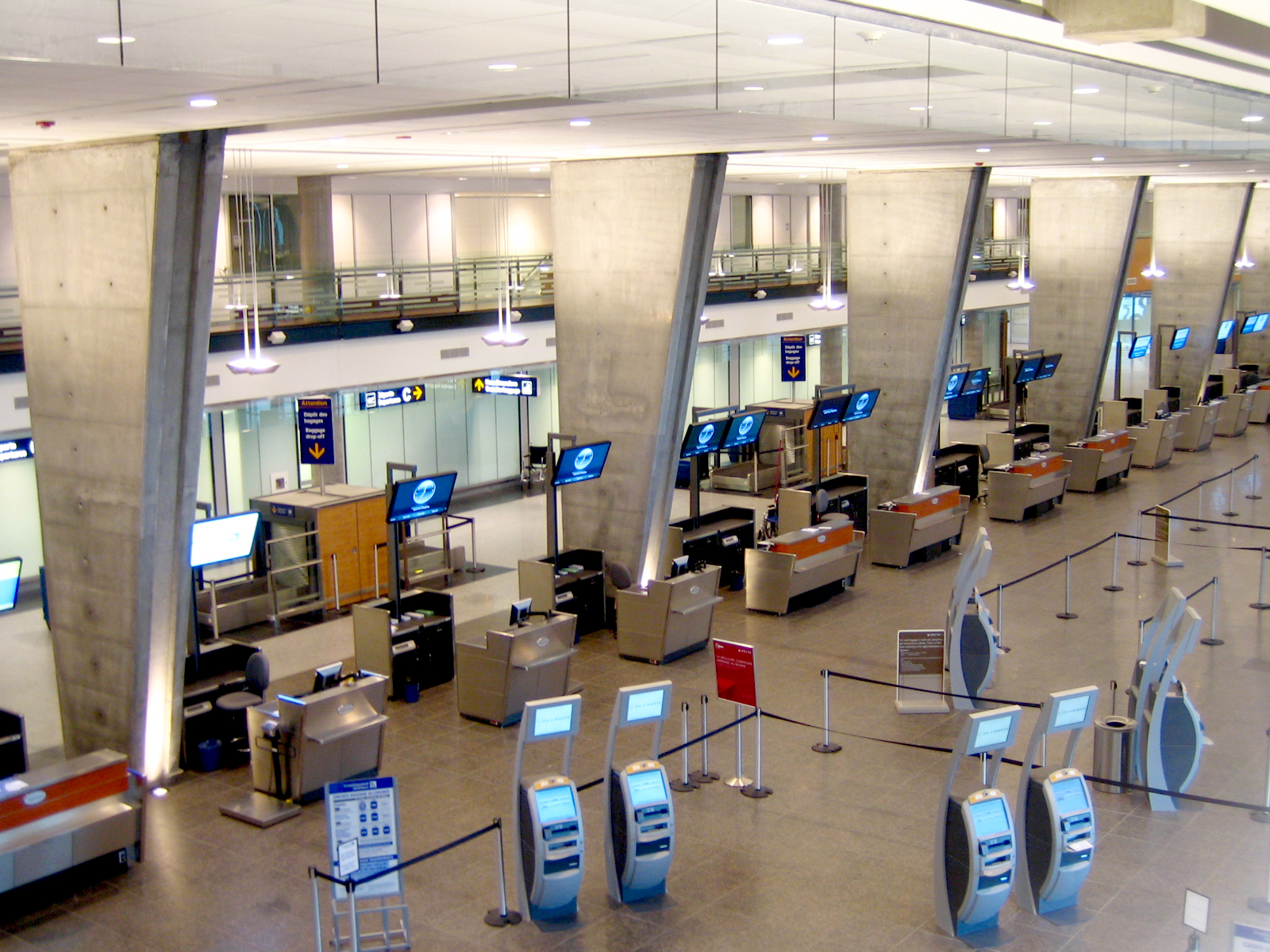
Un United States border preclearance à l'aéroport international Pierre-Elliott-Trudeau de Montréal.

Ces opérations sont courantes pour les États-Unis et sont appelées United States border preclearance. Les contrôles sont alors effectués dans le pays de départ non saturé (Canada, Irlande, Bahamas, Aruba, Bermudes). Ainsi, les passagers n'ont pas à passer à la douane à l'arrivée.

### Belgique et États-Unis
En Belgique, la Chambre a approuvé le précontrôle pour les vols vers les États-Unis.

### Canada et États-Unis
Les États-Unis ont notamment conclu des ententes avec plusieurs pays pour effectuer le précontrôle de voyageurs qui prévoient atterrir en sol américain. À cette fin, le législateur canadien a adopté une Loi sur le précontrôle pour la mise en œuvre de l’Accord entre le gouvernement du Canada et le gouvernement des États-Unis d’Amérique relatif au précontrôle dans les domaines du transport terrestre, ferroviaire, maritime et aérien
Le consulat général des États-Unis à Montréal a produit une vidéo qui décrit les étapes du précontrôle américain.

## Prédédouanement franco-belgo-britannique

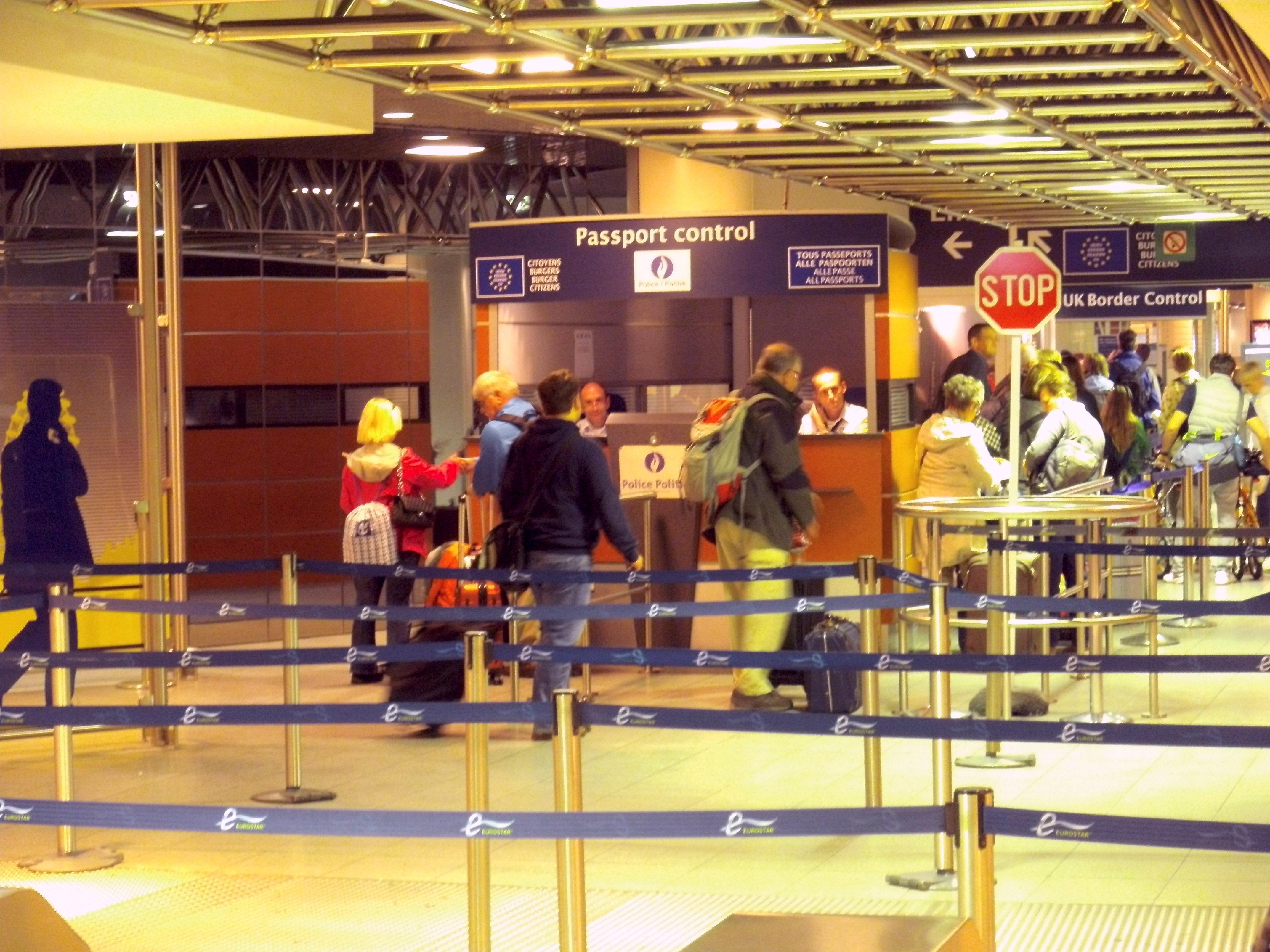
Contrôle des voyageurs en partance pour le Royaume-Uni à la gare de Bruxelles-Midi.

Comme le Royaume-Uni ne fait pas partie de l'espace Schengen (zone de libre circulation des personnes), il existe un prédédouanement entre ce pays et ses voisins européens, à savoir la France et la Belgique dans le cadre de la mise en service du tunnel sous la Manche, les navettes d'Eurotunnel (Le Shuttle) et le service de train à grande vitesse Eurostar. Ainsi les passagers subissent les opérations de douane française puis britannique à Calais (France) et inversement à Folkestone (Royaume-Uni), la sortie vers l'autre État étant normalement libre.
Pour les passagers d'Eurostar, les contrôles ont lieu dans la gare d'embarquement (Londres Saint-Pancras, Paris-Nord, Bruxelles-Midi, Marne-la-Vallée-Chessy) et certaines gares intermédiaires (Lille-Europe, Calais-Fréthun, Ashford International, Ebbsfleet International).

## Prédédouanement franco-suisse

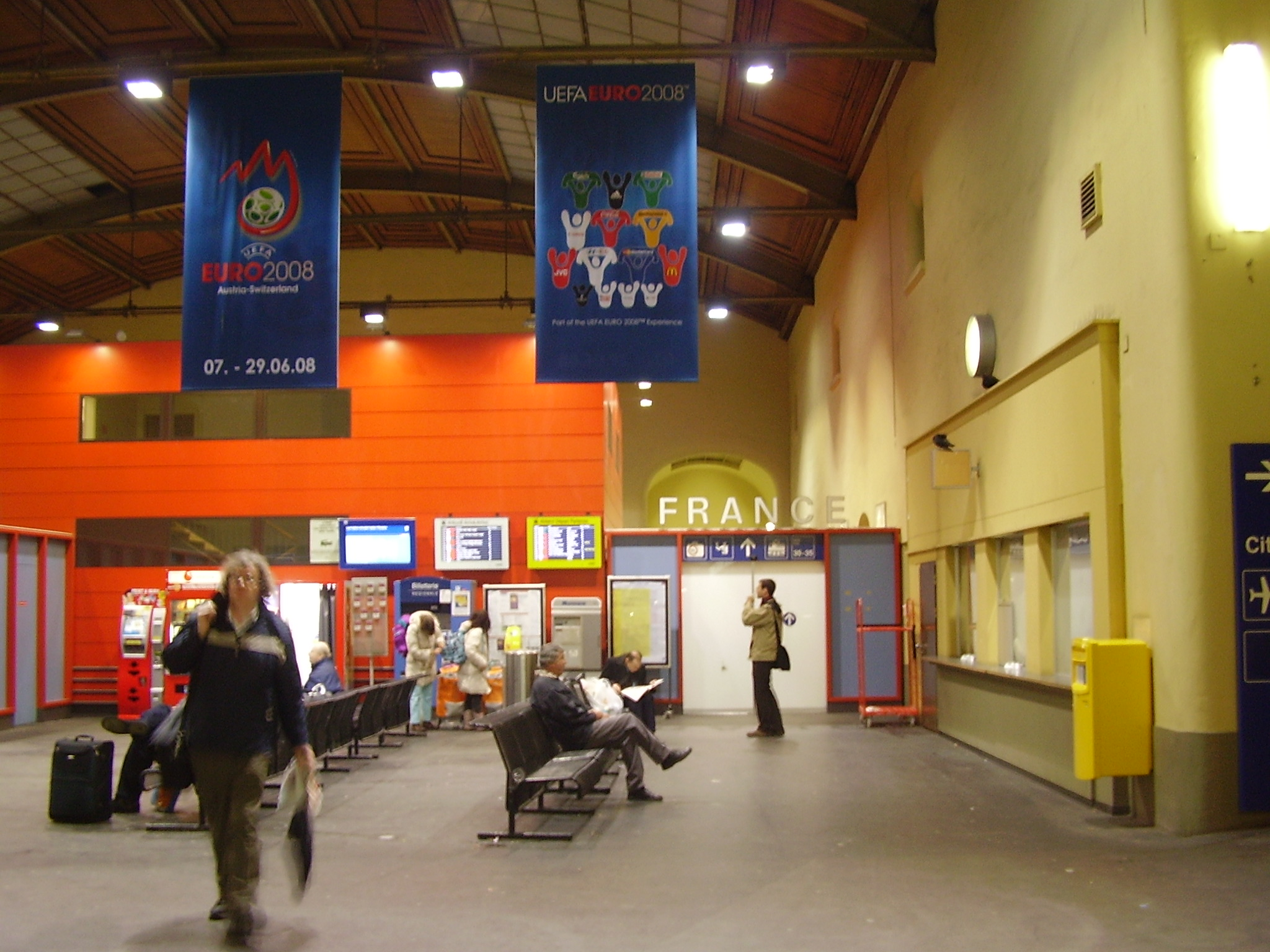
Entrée-frontière de la gare de Bâle SNCF vue depuis la gare suisse.

Afin de faciliter les échanges ferroviaires entre la France et la Suisse les gares suisses de Genève-Cornavin et Bâle comprennent une partie « sous douane » destinée aux trains provenant de France. L'accès à cette zone implique les contrôles douaniers suisses et français.
Cette facilité a été supprimée depuis que la Suisse est associée à l'Espace Schengen le 12 décembre 2008.

## Prédédouanement entre la Chine continentale et Hong Kong

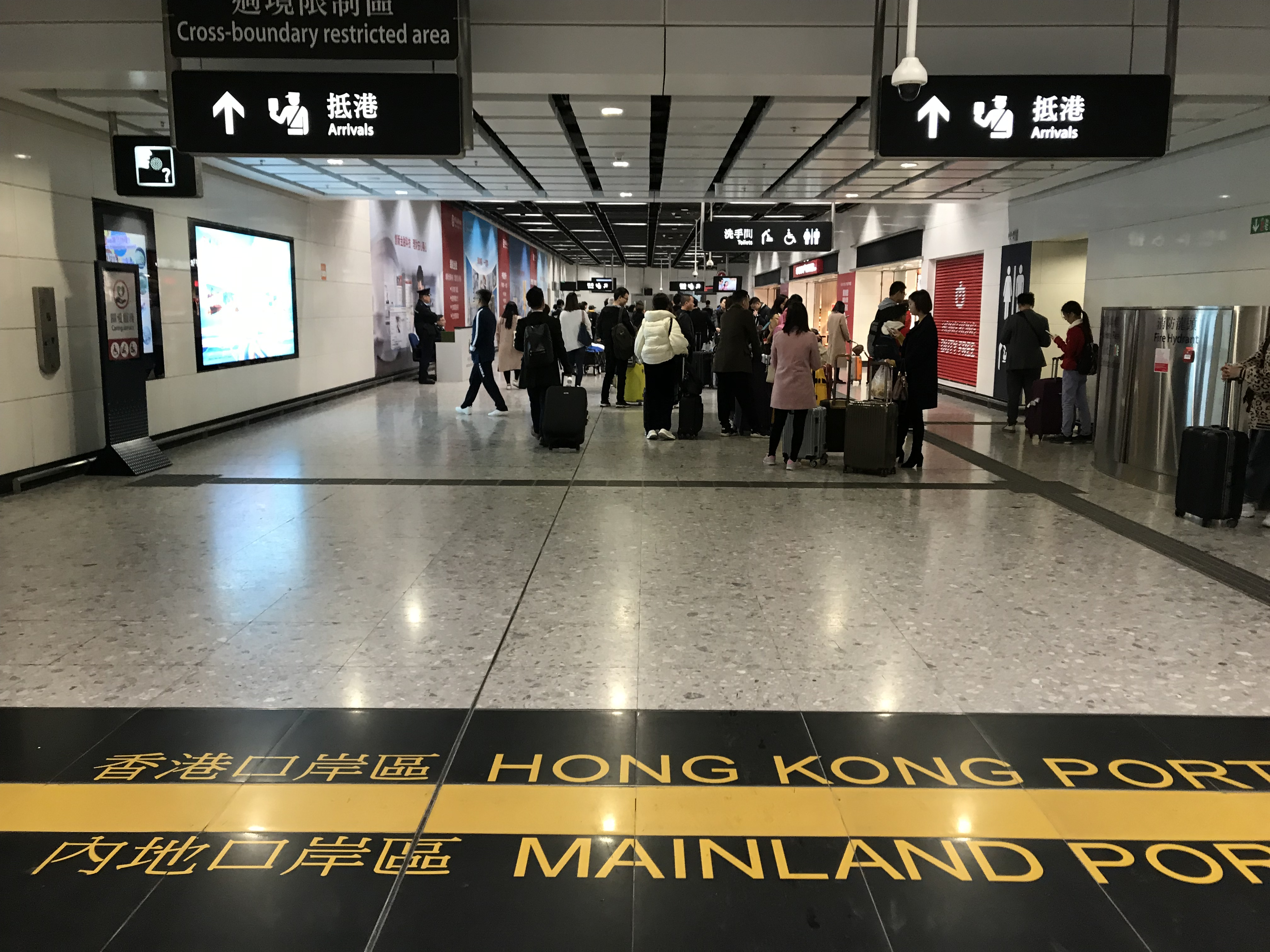
La frontière continentale-hongkongaise à l'intérieur de la Gare de Hong Kong-West Kowloon.

Depuis 2018, il y a deux établissements de prédédouanement entre la Chine continentale et Hong Kong:
- Gare de Hong Kong-West Kowloon: L'intérieur de la gare est divisée en deux : la zone portuaire hongkongaise et la zone portuaire chinoise-continentale. Les passagers passent les douanes hongkongaises et chinoises à l'intérieur de la gare.
- Port d'entrée de la Baie de Shenzhen (zh): Bien que tout le port d'entrée se situe dans la ville de Shenzhen, il est divisé entre une zone portuaire hongkongaise et une zone portuaire chinoise-continentale. Selon un traité entre le gouvernement de Shenzhen et le gouvernement de Hong Kong, la zone portuaire hongkongaise est considérée comme une «concession» hongkongaise et le gouvernement de Hong Kong doit payer un loyer annuel au gouvernement de Shenzhen.